# Nancy Johnson
Nancy Johnson (Phenix City, Alabama, SAD, 14. siječnja 1974.) je bivša američka streljačica. Na Olimpijadi u Atlanti nije ostvarila značajan uspjeh, dok je na Olimpijskim igrama u Sydneyju napravila senzaciju te postala nova olimpijska pobjednica u kategoriji 10 m zračna puška.
U braku je s kolegom streljašem Kenom Johnsonom koji se također natjecao u istoj kategoriji.

## Olimpijske igre

### OI 2000.
| RANG | Natjecatelj   | Kvalifikacije | Finale | Ukupno |
| ---- | ------------- | ------------- | ------ | ------ |
|      | Nancy Johnson | 395           | 102,7  | 497,7  |
|      | Kang Cho-hyun | 397           | 100,5  | 497,5  |
|      | Gao Jing      | 394           | 103,2  | 497,2  |

## Vanjske poveznice
- Ostvareni rezultati sportašice